# Eleonora Neapolská
Eleonora Neapolská (též Leonora nebo Eleonora Aragonská, 22. června 1450 – 11. listopad 1493) byla sňatkem s Herkulem I. Estenským vévodkyní z Ferrary. Byla první vévodkyní z Ferrary a matkou mnoha slavných renesančních osobností. Byla dobře známou politickou osobností a během nepřítomnosti svého manžela sloužila jako regentka Ferrary.

## Život
Byla dcerou krále Ferdinanda I. Neapolského a Isabelly z Chiaromonte. Poprvé se provdala za Sforzu Maria Sforzu, vévodu z Bari.
Dne 3. července 1473 se provdala za Herkula I. z Este, vévodu z Ferrary. Na cestě do Ferrary byla doprovázena skupinou tvořenou některými nejdůležitějšími lidmi z jejího dvora. Po svatebním obřadu s Herkulem následovala dlouhá řada oslav na její počest s tanci, turnaji, průvody a hostinami.
Během nepřítomnosti svého manžela, se Eleonora ukázala jako nadaná vládkyně.

## Potomci
Eleonora s Herkulem spolu měli šest dětí:
- Izabela Estenská (18. května 1474 – 13. ledna 1539) ⚭ 1490 František II. Gonzaga (10. srpna 1466 – 29. března 1519), markýz z Mantovy
- Beatrix Estenská (29. června 1475 – 3. ledna 1497) ⚭ 1491 Lodovico Sforza (27. července 1452 – 27. května 1508), milánský vévoda
- Alfons Estenský (21. července 1476 – 31. října 1534)
⚭ 1491 Anna Marie Sforza (19. července 1473 – 30. listopadu 1497)
⚭ 1502 Lucrezia Borgia (18. dubna 1480 – 24. června 1519)
- Ferrante Estenský (19. září 1477 – únor 1540)
- Hipolyt Estenský (10. března 1479 – 3. září 1520) kardinál, ostřihomský a milánský arcibiskup
- Zikmund Estenský (září 1480 – 9. srpna 1524)